# Asyndetus separatus
Asyndetus separatus är en tvåvingeart som först beskrevs av Becker 1902.  Asyndetus separatus ingår i släktet Asyndetus och familjen styltflugor. Inga underarter finns listade i Catalogue of Life.